# Steenbok (dier)

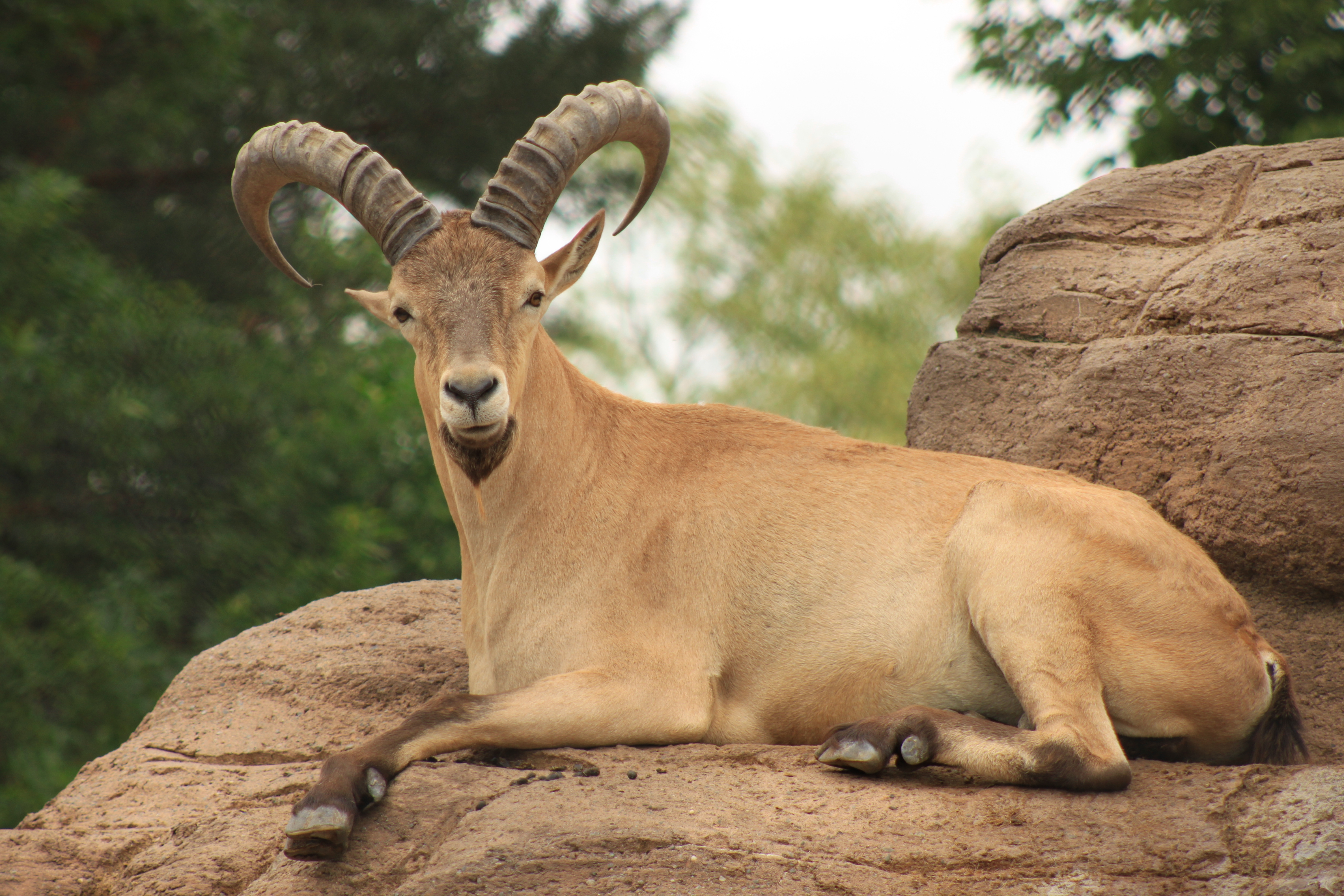
West-Kaukasische toer (Capra caucasica)

Steenbok is de naam die gegeven wordt aan een aantal verwante soorten uit het geslacht geiten (Capra) met grote, naar achteren gebogen hoorns met ribbels erop. Deze ribbels of ringen geven de leeftijd van de mannelijke steenbok weer. Het vrouwtje heeft kleine horens, maar het mannetje heeft hoorns die ieder jaar bijgroeien. Ze leven in Eurazië en Noord-Afrika.

## Soorten
Er zijn negen algemeen erkende soorten, waaronder:
- Alpensteenbok (Capra ibex) uit de Alpen
- Nubische steenbok (Capra nubiana) uit Soedan
- Spaanse steenbok (Capra pyrenaica) uit het Iberisch Schiereiland
- Siberische steenbok (Capra sibirica) uit de Sajan (Russisch Zuid-Siberië en West-Mongolië) en oostelijk Centraal-Azië
- Waliasteenbok (Capra walie) uit Ethiopië
- Oost-Kaukasische toer (Capra cylindricornis) uit de oostkant van de Grote Kaukasus (Rusland, Georgië en Azerbeidzjan).
- West-Kaukasische toer (Capra caucasica) uit de westkant van de Grote Kaukasus (Rusland en Georgië).
- Schroefhoorngeit (Capra falconeri)

Daarnaast kan de naam steenbok ook verwijzen naar een steenbokantilope (Raphicerus campestris).